# Inkubator (Medizin)

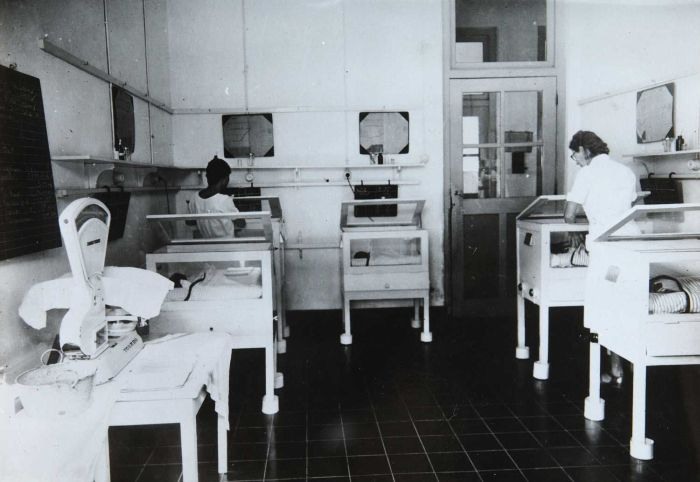
Historische Inkubatoren, Kinderkrankenhaus Jakarta 1939

Ein Inkubator, umgangssprachlich Brutkasten, im medizinischen Sprachgebrauch auch Couveuse (französisch für Brutkasten), ist ein Medizinprodukt, mit dessen Hilfe kontrollierte Außenbedingungen für diverse Brut- und Wachstumsprozesse geschaffen und erhalten werden können. Im Speziellen erzeugt ein Inkubator ein Mikroklima mit eng geregelter Luftfeuchtigkeit und -temperatur.

## Verwendung
Die 1881 eingeführte Couveuse von [Étienne] Stéphane Tarnier (1828–1897) war ein Inkubator für lebensschwache Neugeborene.
Transportinkubatoren werden im Interhospitaltransfer eingesetzt, also dem Transport von Frühgeborenen und schwer erkrankten Neugeborenen von einem Krankenhaus in eine besser geeignete Klinik mit einer Fachabteilung für Frühgeborenenmedizin. Transportinkubatoren sind für die speziellen Anforderungen des Inkubatortransportes ausgelegt, so dass sie entsprechend mobil sind sowie die schnelle und sichere Verladbarkeit gewährleistet ist. Möglich sein muss die Heizung des Transportinkubators, die Anreicherung der Luft im Inkubator mit Sauerstoff (O2), der Anschluss eines der Patientengröße entsprechend dimensionierten Beatmungsbeutels sowie die Gewährleistung von Sauberkeit und Hygiene. Die ersten Transportinkubatoren wurden Mitte der 1950er von Hermann Hilber in München eingeführt.
Intensivpflege-Transportinkubatoren kommen bei Gefährdung der Vitalfunktionen des Früh- bzw. Neugeborenen zum Einsatz. Über die Ausstattung von üblichen Transportinkubatoren kann dabei auf erweiterte Therapiemöglichkeiten der Intensivmedizin zurückgegriffen werden, so etwa den Einsatz von Absauggerät, Respirator (Beatmungsgerät), Infusionspumpen und den Anschluss zusätzlicher Gerätschaften zur Überwachung der Patientendaten.

## Geschichte
Der Brutkasten für Kinder zur Verbesserung der Überlebenschancen von Frühgeborenen und unreif geborenen Neugeborenen wurde in Frankreich schon 1857 entwickelt. Das erste Gerät in den USA baute William Champion Deming am State Emigrant Hospital auf Ward’s Island, New York. Das erste Baby darin war am 7. September 1888 Edith Eleanor McLean, die bei ihrer Geburt 1106 Gramm wog. Die Vorrichtung wurde durch 57 Liter Wasser gewärmt. Vorläufer dieser gleichmäßige Temperatur in der Gebärmutter nachempfindenden Apparate waren bereits zuvor die Ruehlsche Wiege 1835 in Moskau und die von Credé eingeführte „Wärmewanne“ 1864 in Leipzig.

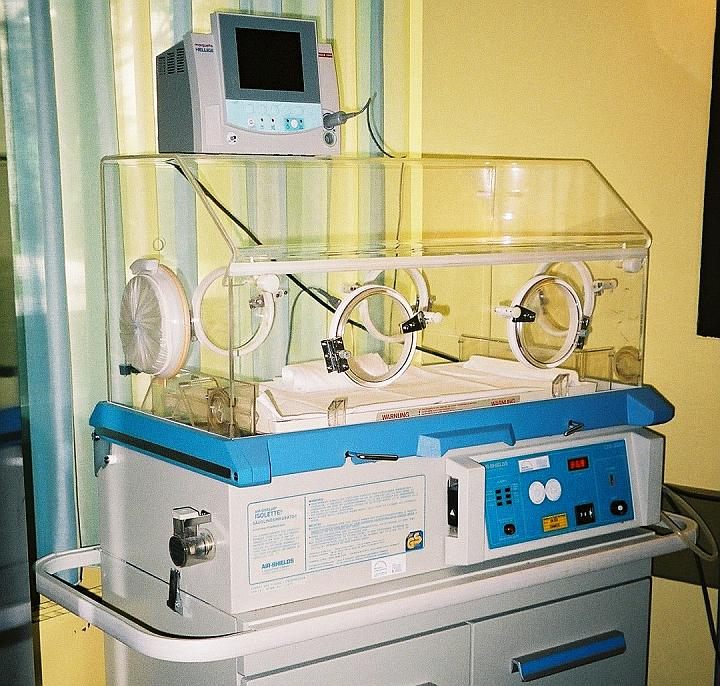
Ein Säuglingsinkubator
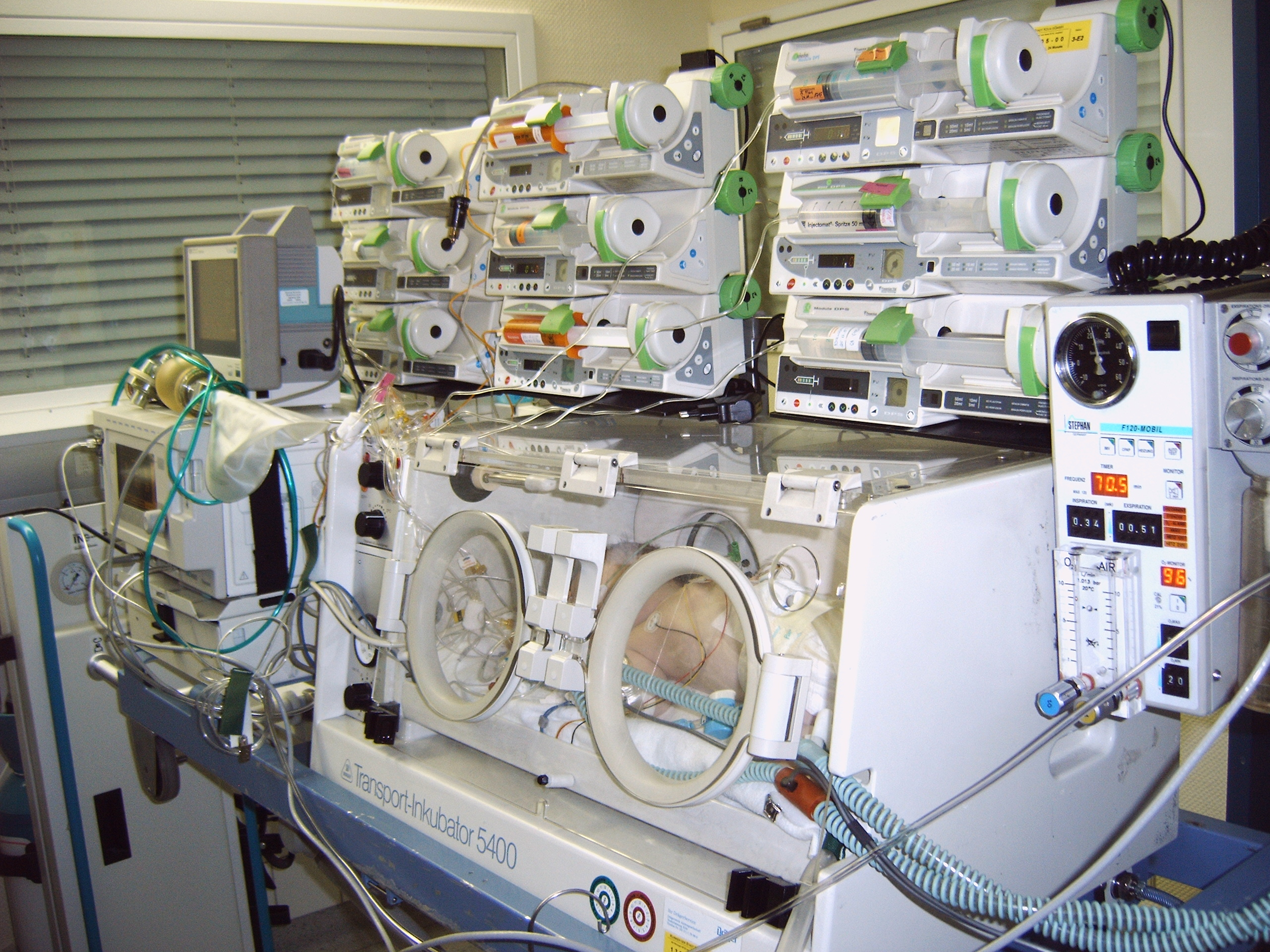
Ein Transport-Inkubator für intensivpflichtige Früh- und Neugeborene
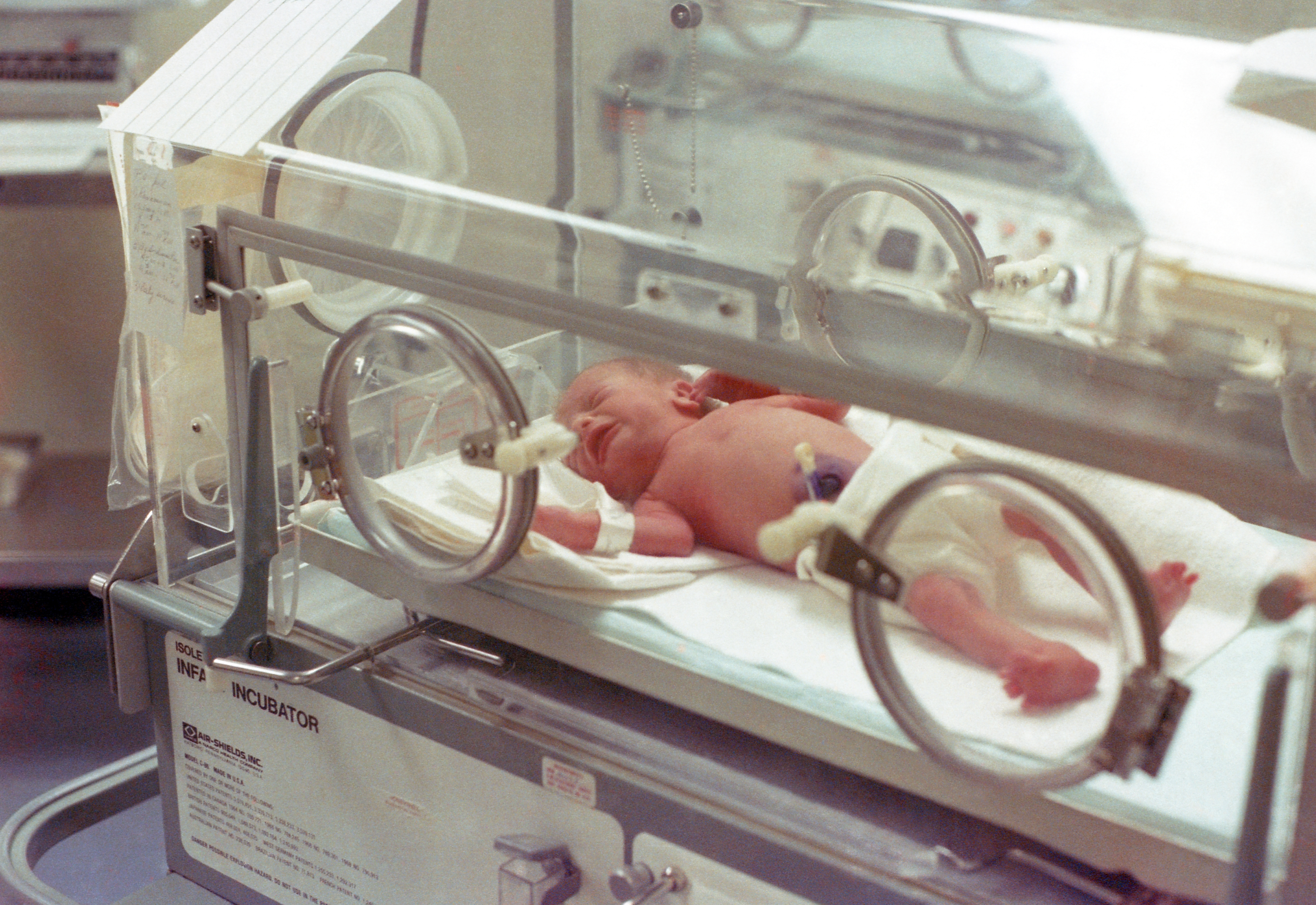
Isolation im Brutkasten
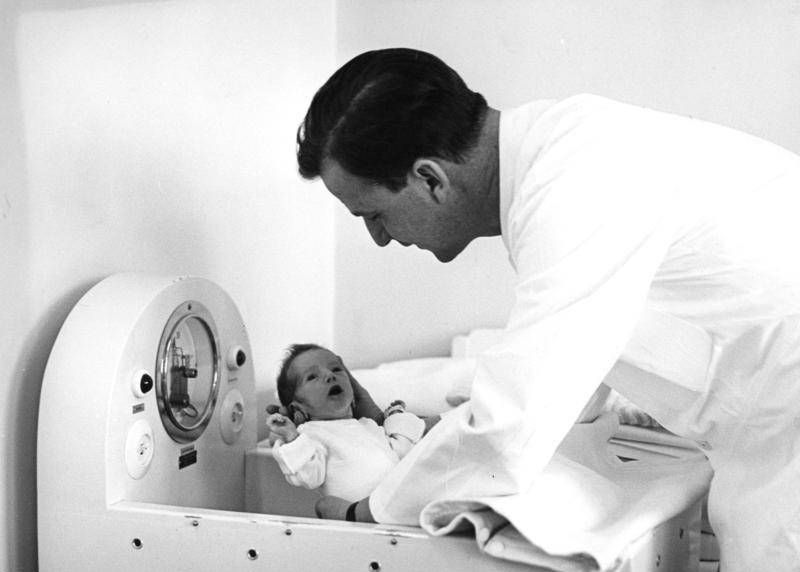
„Brutkasten“ im Jahr 1960
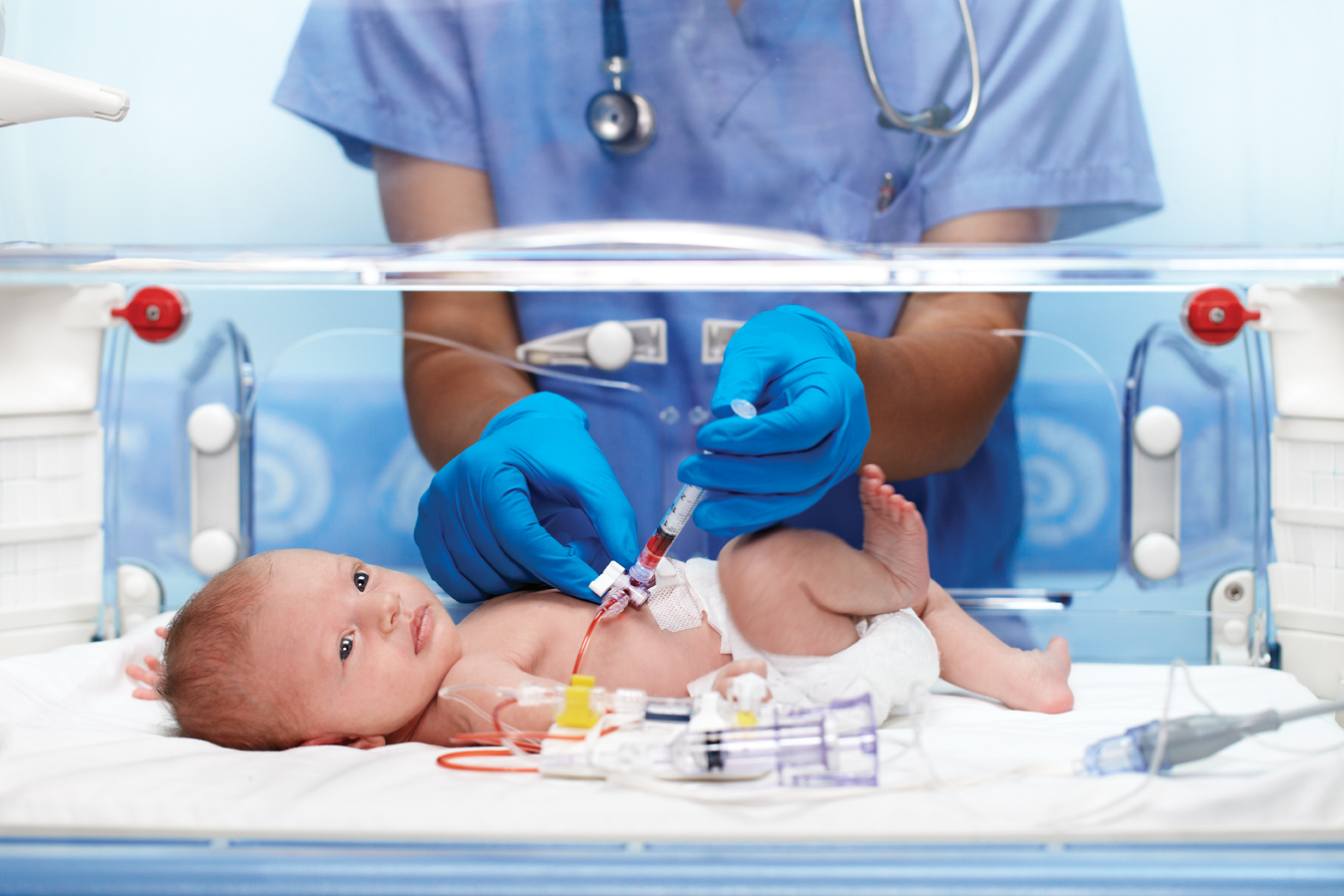
Baby wird im Brutkasten Blut abgenommen